# Michael Bunting
Michael Bunting (né le 17 septembre 1995 à Scarborough, dans la province de l' Ontario au Canada) est un joueur professionnel canadien de hockey sur glace. Il évolue au poste d'attaquant.

## Biographie

### Carrière en club
En 2013, il commence sa carrière junior avec les Greyhounds de Sault-Sainte-Marie dans la Ligue de hockey de l'Ontario. Il passe professionnel avec les Falcons de Springfield dans la Ligue américaine de hockey en 2015. Il est choisi au cours du repêchage d'entrée 2014 dans la Ligue nationale de hockey par les Coyotes de l'Arizona en 4e ronde, en 117e position.
Le 11 décembre 2018, il joue son premier match dans la Ligue nationale de hockey avec les Coyotes face aux Bruins de Boston et marque son premier but.

### Carrière internationale
Il représente le Canada au niveau international. Il honore sa première sélection senior le 21 mai 2021 face à la Lettonie.

## Statistiques

### En club
| Saison     | Équipe                           | Ligue      |     | Saison régulière | Saison régulière | Saison régulière | Saison régulière | Saison régulière |   | Séries éliminatoires | Séries éliminatoires | Séries éliminatoires | Séries éliminatoires | Séries éliminatoires |
| Saison     | Équipe                           | Ligue      | PJ  | B                | A                | Pts              | Pun              | PJ               | B | A                    | Pts                  | Pun                  |                      |                      |
| 2013-2014  | Greyhounds de Sault-Sainte-Marie | LHO        | 48  | 15               | 27               | 42               | 34               | 9                | 5 | 1                    | 6                    | 4                    |                      |                      |
| 2014-2015  | Greyhounds de Sault-Sainte-Marie | LHO        | 57  | 37               | 37               | 74               | 39               | 14               | 9 | 5                    | 14                   | 10                   |                      |                      |
| 2015-2016  | Falcons de Springfield           | LAH        | 63  | 11               | 14               | 25               | 41               | -                | - | -                    | -                    | -                    |                      |                      |
| 2015-2016  | Rush de Rapid City               | ECHL       | 7   | 2                | 0                | 2                | 4                | -                | - | -                    | -                    | -                    |                      |                      |
| 2016-2017  | Roadrunners de Tucson            | LAH        | 67  | 13               | 15               | 28               | 52               | -                | - | -                    | -                    | -                    |                      |                      |
| 2017-2018  | Roadrunners de Tucson            | LAH        | 67  | 23               | 20               | 43               | 45               | 9                | 3 | 1                    | 4                    | 27                   |                      |                      |
| 2018-2019  | Roadrunners de Tucson            | LAH        | 52  | 19               | 22               | 41               | 84               | -                | - | -                    | -                    | -                    |                      |                      |
| 2018-2019  | Coyotes de l'Arizona             | LNH        | 5   | 1                | 0                | 1                | 2                | -                | - | -                    | -                    | -                    |                      |                      |
| 2019-2020  | Roadrunners de Tucson            | LAH        | 58  | 12               | 37               | 49               | 49               | -                | - | -                    | -                    | -                    |                      |                      |
| 2020-2021  | Roadrunners de Tucson            | LAH        | 16  | 7                | 12               | 19               | 14               | -                | - | -                    | -                    | -                    |                      |                      |
| 2020-2021  | Coyotes de l'Arizona             | LNH        | 21  | 10               | 3                | 13               | 12               | -                | - | -                    | -                    | -                    |                      |                      |
| 2021-2022  | Maple Leafs de Toronto           | LNH        | 79  | 23               | 40               | 63               | 80               | 6                | 1 | 2                    | 3                    | 4                    |                      |                      |
| 2022-2023  | Maple Leafs de Toronto           | LNH        | 82  | 23               | 26               | 49               | 103              | 7                | 1 | 1                    | 2                    | 15                   |                      |                      |
| 2023-2024  | Penguins de Pittsburgh           | LNH        | 21  | 6                | 13               | 19               | 2                | -                | - | -                    | -                    | -                    |                      |                      |
| Totaux LNH | Totaux LNH                       | Totaux LNH | 268 | 76               | 105              | 181              | 254              | 13               | 2 | 3                    | 5                    | 19                   |                      |                      |

### En équipe nationale
| Année | Équipe | Compétition          |    | PJ | B | A | Pts | Pun           |  | Résultat |
| 2021  | Canada | Championnat du monde | 10 | 0  | 0 | 0 | 6   | Médaille d'or |  |          |
| 2024  | Canada | Championnat du monde | 10 | 1  | 3 | 4 | 4   | 4e place      |  |          |

## Trophées et honneurs personnels

### Ligue nationale de hockey
- 2021-2022 : sélectionné dans l'équipe d'étoiles des recrues